# 江戸相撲天明4年3月場所
江戸相撲天明4年3月場所（えどすもうてんめい4ねん3がつばしょ）は、天明4年（1784年）3月に開催された江戸相撲（大相撲の前身）の本場所。興行場所は本所回向院。

## 幕内番付・星取表
| 東   | 東              | 東             | 番付      | 西             | 西              | 西   |
| 備考 | 成績            | 力士名         | 番付      | 力士名         | 成績            | 備考 |
| ---- | --------------- | -------------- | --------- | -------------- | --------------- | ---- |
|      | 全休            | 鷲ヶ濱音右エ門 | 大関      | 谷風梶之助     | 6勝2預2休       |      |
|      | 1勝1敗8休       | 黒岩川右エ門   | 関脇      | 鉄ヶ嶋磯右エ門 | 2勝5敗1分2休    |      |
|      | 6勝2敗1預1休    | 小野川喜三郎   | 小結      | 宮城野錦之助   | 2勝1敗7休       |      |
|      | 2勝1分1預6休    | 渦ヶ淵勘太夫   | 前頭筆頭  | 稲川政右エ門   | 5勝2分1預2休    |      |
|      | 3勝1敗1預5休    | 苫ヶ嶋浦右エ門 | 前頭2枚目 | 外ヶ濱浪右エ門 | 1敗9休          |      |
|      | 3勝1敗2分1預3休 | 筆ノ海金右エ門 | 前頭3枚目 | 沖津風磯右エ門 | 3勝1敗2分2預2休 |      |
|      | 1勝6敗1分1預1休 | 陣ヶ岡郡右エ門 | 前頭4枚目 | 三國山兵太夫   | 1勝2敗7休       |      |

## 備考
- この時代の江戸相撲においては優勝力士という概念は存在していないが、後に定められた優勝制度を遡って準用することができる。本場所においては、谷風が優勝相当となる。
- 7日目の谷風-渦ヶ渕の取組において、渦ヶ渕に対する軍配に西方が物言いをつけ、預となった。これに対して意趣返しとして8日目、谷風-小野川の取組において、谷風がつり出しで勝ったのに対して東方が谷風の踏みこしを主張し、結果この1番も預となった[1]。